# 黄梅乡
黄梅乡，是中华人民共和国河北省张家口蔚县下辖的一个乡镇级行政单位。

## 行政区划
黄梅乡下辖以下地区：
黄梅村、东吕家庄村、西洼村、黑埚村、柏木瓜村、木井村、定安县村、小枣碾村、常胜疃村、康庄村、烟墩庄村、赵家寨村、榆涧村、柳家泉村和木井庄村。